# تیم ملی فوتبال ساحلی ویتنام
تیم ملی فوتبال ساحلی ویتنام  نماینده ویتنام در مسابقات بین‌المللی فوتبال ساحلی است.